# Limnofila wodna
Limnofila wodna (Limnophila aquatica) – gatunek rośliny  należący w zależności od ujęcia taksonomicznego do rodziny trędownikowatych lub babkowatych. Gatunek o niejasnej pozycji; w ważniejszych bazach gatunków nie jest wymieniany. Pochodzi z południowo-wschodniej Azji (Indie, Bangladesz, Sri Lanka), w Polsce znajduje się w kolekcji niektórych ogrodów botanicznych i jest wykorzystywany przez hobbystów jako roślina akwariowa.

## Morfologia
PokrójBylina, hydrofit. Osiąga długość do około 50 cm przy szerokości do 15 cm. Wytwarza rozłogi.
ŁodygaMa grubość do 5 mm, w pobliżu powierzchni wody jest czerwonawo nabiegła.
LiścieJasnozielone, pierzastodzielne, złożone z bardzo wąskich odcinków o długości do 5 cm.  Wyrastają okółkowo, po 18–20 w jednym okółku.
KwiatyNiebieskie, zebrane w wystające ponad powierzchnię wody kwiatostany.
KorzeńKorzenie wiązkowe z bardzo dużą ilością drobnych, nitkowanych korzonków.

## Uprawa
- Wymagania. Wymaga ciepłej, miękkiej lub średniotwardej wody (temperatura 20–30 °C) o odczynie ph 5–8. Jeżeli zapewni się jej odpowiednie warunki rośnie dość szybko i tworzy gęste, rozgałęzione pędy. Podłoże powinno być żyzne, można go wzbogacić torfem. Jest rośliną światłolubną. Przy krótkim dniu wyrasta ponad powierzchnię wody i wytwarza niedekoracyjne liście o zupełnie innym kształcie. Pędy wyrastające ponad wodę należy przycinać. Nie nadaje się do zbiorników z szybkim ruchem wody, źle też toleruje ryby szybko pływające. W przypadku pokrycia jej liści mułem, czy innymi osadami, należy je oczyścić przez przemycie wodą.
- Rozmnażanie. Najłatwiej poprzez wytwarzane czasami na rozłogach młode rośliny. Można też przez podział, gdy roślina wytworzy już korzenie. Możliwe jest też wytwarzanie sadzonek, ale przyjmują się one dość trudno. Dzieląc roślinę lub odcinając sadzonki należy używać ostrych narzędzi (najlepiej żyletki), by nie zmiażdżyć tkanek.